# 島根県道225号日原停車場線
島根県道225号日原停車場線（しまねけんどう225ごう にちはらていしゃじょうせん）は、島根県鹿足郡津和野町を通る一般県道である。

## 概要
JR西日本山口線 日原駅から国道9号交点に至る。

### 路線データ
- 起点：鹿足郡津和野町枕瀬（JR西日本山口線 日原駅）
- 終点：鹿足郡津和野町枕瀬（国道9号交点）

## 歴史
- 1966年（昭和41年）3月29日 - 島根県告示第423号により認定される。
- 1972年（昭和47年）]頃 - 現行の県道番号に変更される。
- 2005年（平成17年）9月25日 - 鹿足郡の津和野町・日原町が対等合併して改めて鹿足郡津和野町が設置されたことにより全区間が鹿足郡津和野町を通る路線になり、併せて起終点の地名が変更される。

## 地理

### 通過する自治体
- 島根県
  - 鹿足郡津和野町

### 交差する道路
| 交差する道路 | 交差する場所 | 交差する場所 |
| ------------ | ------------ | ------------ |
| 国道9号      | 枕瀬         | 終点         |

### 沿線
- JR西日本山口線 日原駅